# Dudley R. Herschbach
Dudley Robert Herschbach (sinh ngày 18 tháng 6 năm 1932) là nhà hóa học người Mỹ đã đoạt giải Nobel Hóa học năm 1986 chung với Lý Viễn Triết (Yuan T. Lee) và John C. Polanyi "cho những đóng góp của họ liên quan đến động lực học của các quá trình hóa học cơ bản". Herschbach và Lee đặc biệt nghiên cứu các chùm phân tử, thực hiện cái gọi là các thí nghiệm "chùm phân tử giao nhau" (crossed molecular beam) cho phép một sự hiểu biết mức độ phân tử chi tiết của nhiều quá trình phản ứng cơ bản.

## Tiểu sử
Herschbach sinh tại San Jose, California. Sau khi đậu bằng cử nhân toán học ở trường Campbell High School năm 1954, ông đậu bằng thạc sĩ hóa học năm 1955 ở Đại học Stanford, rồi bằng thạc sĩ vật lý năm 1956 và bằng tiến sĩ lý hóa năm 1958 ở Đại học Harvard dưới sự hướng dẫn của Edgar Bright Wilson. 
Sau đó, Herschbach sang làm giáo sư phụ tá môn hóa học ở Đại học California tại Berkeley năm 1959, và trở thành phó giáo sư năm 1961.

## Sự nghiệp
Các nghiên cứu của Herschbach bao quát trong lĩnh vực lý hóa. Công trình nổi tiếng nhất, khiến ông đã đoạt được giải Nobel, là các thí nghiệm làm chung với Yuan T. Lee về "chùm phân tử giao nhau". Việc giao nhau các chùm chuẩn trực của các chất phản ứng ở pha khí (gas phase) cho phép việc phân chia năng lượng trong các cách chuyển dời, quay vòng và dao động các phân tử của sản phẩm - một khía cạnh quan trọng của sự hiểu rõ phản ứng động lực học. Ông đã áp dụng kiến thức tinh thông lý thuyết và thực hành về hóa học và vật lý học của mình vào những vấn đề khác nhau.
Một nghiên cứu gần đây của ông đã chứng minh rằng mêtan trong thực tế được hình thành một cách tự phát ở môi trường áp suất cao và nhiệt độ cao như những nơi sâu trong lòng Trái Đất; phát hiện này là một dấu chỉ lý thú của việc hình thành hydrocarbon do phát sinh tự nhiên, có nghĩa là số lượng thực tế của hydrocarbon có sẵn trên Trái Đất có thể lớn hơn nhiều so với nhận định thông thường theo giả định là mọi hydrocarbon đều là nhiên liệu hóa thạch.
Trong suốt sự nghiệp nghiên cứu của mình, Herschbach đã xuất bản trên 400 bài khảo luận khoa học.
Mặc dù vẫn làm giáo sư nghiên cứu ở Đại học Harvard, nhưng ngày 01.9.2005 ông đã nhận làm giáo sư vật lý học ở Texas A&M University (Đại học Nông nghiệp và Cơ khí Texas). Năm 2010, ông giữ danh hiệu giáo sư danh dự (Professor Emeritus) tại Đại học Harvard, và vẫn tham gia làm giảng viên và cố vấn cho cộng đồng nghiên cứu ở Đại học Harvard.

## Giải thưởng
- Giải của Hội Hóa học Hoa Kỳ về Hóa học thuần túy (1965)
- Huy chương Linus Pauling (1978)
- Huy chương Michael Polanyi (1981)
- Giải Nobel Hóa học (1986)
- Giải thưởng Nhà nước về Khoa học, Hoa Kỳ (1991)
- Giải Irving Langmuir (1983)

## Các hoạt động khác
Ông là thành viên Ban điều hành "Trung tâm kiểm soát và không phổ biến vũ khí" (Center for Arms Control and Non-Proliferation) và đã làm trưởng ban điều hành Society for Science & the Public (Hội Khoa học & Công chúng) từ năm 1992-2010. Ông cũng là một Eagle Scout và đã được trao Distinguished Eagle Scout Award (giải thưởng của hội Nam Hướng đạo Mỹ).
Herschbach là thành viên Ban bảo trợ của Tập kỷ yếu các nhà khoa học nguyên tử. Lưu trữ ngày 5 tháng 8 năm 2009 tại Wayback Machine
Herschbach cũng cho mượn giọng để lồng tiếng cho show TV hoạt hình The Simpsons, tập "Treehouse of Horror XIV" nơi ông trao giải Nobel Vật lý cho giáo sư Frink.

## Tác phẩm
- Herschbach, D. R. & V. W. Laurie."Anharmonic Potential Constants and Their Dependence Upon Bond Length", University of California, Lawrence Radiation Laboratory, Berkeley, United States Department of Energy (through predecessor agency the Atomic Energy Commission), (January 1961).
- Herschbach, D. R. "Reactive Collisions in Crossed Molecular Beams", University of California, Lawrence Radiation Laboratory, Berkeley, United States Department of Energy (through predecessor agency the Atomic Energy Commission), (February 1962).
- Laurie, V. W. & D. R. Herschbach. "The Determination of Molecular Structure from Rotational Spectra", Stanford University, University of California, Lawrence Radiation Laboratory, Berkeley, United States Department of Energy (through predecessor agency the Atomic Energy Commission), (July 1962).
- Zare, P. N. & D. R. Herschbach. "Proposed Molecular Beam Determination of Energy Partition in the Photodissociation of Polyatomic Molecules", University of California, Lawrence Radiation Laboratory, Berkeley, United States Department of Energy (through predecessor agency the Atomic Energy Commission), (ngày 29 tháng 1 năm 1964).